# Rhabdodemania scandinavica
Rhabdodemania scandinavica är en rundmaskart som beskrevs av Stekhoven 1946. Rhabdodemania scandinavica ingår i släktet Rhabdodemania och familjen Rhabdodemaniidae. Inga underarter finns listade i Catalogue of Life.